# Marjan Mysyk
Marjan Ołehowycz Mysyk, ukr. Мар'ян Олегович Мисик (ur. 2 października 1996 w Radziechowie, w obwodzie lwowskim, Ukraina) – ukraiński piłkarz, grający na pozycji pomocnika.

## Kariera piłkarska

### Kariera klubowa
Wychowanek klubów FK Lwów i Metałurh Donieck, barwy których bronił w juniorskich mistrzostwach Ukrainy (DJuFL). 1 sierpnia 2012 rozpoczął karierę piłkarską w drużynie juniorskiej Metałurha Donieck, a 29 maja 2015 debiutował w podstawowym składzie klubu. Po rozformowaniu Metałurha latem 2015 przeniósł się do Stali Kamieńskie. 4 lipca 2018 podpisał kontrakt z Worskłą Połtawa. 24 lipca 2019 przeszedł do Ruchu Lwów, a 3 września 2019 został wypożyczony do Weresu Równe.

### Kariera reprezentacyjna
Występował w juniorskiej reprezentacji Ukrainy. W 2016 został powołany do młodzieżowej reprezentacji Ukrainy.